# Bilal Hicham
Bilal Hicham est un djihadiste nigérien.

## Biographie
Agronome de formation, Bilal Hicham rejoint en 2012 les djihadistes au Mali. Il prend la tête de la katiba Usman dan Fodio, forte de plusieurs dizaines d'hommes, intégrée au MUJAO. Il est le premier noir chef d'une katiba au Mali,,,.
Quelques mois plus tard cependant, les hommes de Bilal Hicham interceptent un convoi de trafiquants de drogue. Ces derniers sont arrêtés, la drogue et les prisonniers sont ramenés à Gao. Mais au lieu d'être félicité par ses chefs, Bilal Hicham est arrêté à son tour et brièvement emprisonné. En novembre 2012, désillusionné, il abandonne le Mali, déserte sa katiba et regagne le Niger où il se rend aux autorités. Il dénonce ses anciens compagnons d'armes et déclare : « Ils n’ont rien de musulmans. Ils tuent, violent et volent »,.